# My Sleeping Karma
My Sleeping Karma est un groupe de rock allemand, originaire d'Aschaffenbourg. Il mélange rock psychédélique et stoner rock, aux sonorités indiennes. L'une des particularités de groupe est dû au fait qu'ils ne possèdent pas de chant. Les titres des morceaux, lorsqu'ils sont nommés, représentent des noms de divinités hindous.

## Biographie
Jusqu'en 2006, le bassiste Matte et le batteur Steffen jouent dans le groupe stoner rock The Great Escape. Après que le chanteur quitte le groupe, les musiciens continuent comme un groupe instrumental car il est engagé dans des festivals. Le guitariste Seppi et le soundboarder Norman complètent le groupe. En raison de la bonne réaction du public, le groupe continue ainsi et signe avec Elektrohasch Records. En 2006, le premier album éponyme sort.
My Sleeping Karma joue du rock instrumental. Sa musique est généralement désignée comme du rock psychédélique, le groupe se définit comme « psychedelic groove rock ». Ses principales influences sont des groupes de heavy metal comme Iron Maiden et Slayer, ou plus modernes comme Tool.
Deux ans plus tard sort un second album Satya. Les titres s'inspirent des dieux de l'hindouisme. Le troisième album Tri est publié en 2010. En juin, Westdeutscher Rundfunk diffuse le concert de My Sleeping Karma à Cologne. Le groupe fait la première partie de Brant Bjork puis apparaît au festival Hellfest.
Durant l'automne 2011, le groupe fait sa première tournée européenne et signe avec le label autrichien Napalm Records. Le quatrième album, Soma, sort en septembre 2012. En novembre 2012, le groupe fait la première partie de la tournée européenne de Monster Magnet. En 2013, le groupe retrouve le festival Hellfest. Il est en outre annoncé à l'affiche de l'édition 2014 du Summer Breeze.
Le 21 juin 2019, My Sleeping Karma donne son dernier concert au Hellfest. En effet, le groupe est contraint par la suite d'annuler toutes ces autres dates et tournées, en cause l'état de santé alarmant de leur batteur, Steffen. Restant discret depuis, le groupe donne cependant quelques nouvelles sur son site Internet, et annonce devoir annuler ses prochaines de dates de concerts. Le groupe, dans un autre communiqué, annonce que Steffen doit suivre rapidement des traitements contre un cancer récemment et soudainement déclaré.
Annoncé le 29 mai 2022, leur sixième album, Atma, sort le 29 juillet de la même année. Le groupe, malgré la santé incertaine de Steffen, réalise quelques prestations, bien que d’autres doivent être annulées pour le restant de l’année, le batteur devant recevoir davantage de traitement.
Steffen décède des suites de son cancer le 13 juin 2023, information immédiatement relayée par le groupe sur sa page Facebook officielle.

## Discographie

### Albums studio
- 2006 : My Sleeping Karma
- 2008 : Satya
- 2010 : Tri
- 2012 : Soma
- 2015 : Moksha
- 2022: Atma

### Albums live
- 2017 : Mela Ananda - Live